# Сан-Пабло-дель-Монте (муниципалитет)
Сан-Пабло-дель-Монте (исп. San Pablo del Monte) — город и муниципалитет в Мексике, входит в штат Тласкала.